# Tessuto adiposo viscerale
Il grasso viscerale detto anche Grasso intra-addominale, all'inglese Visceral adipose tissue (VAT) o Visceral fat, rappresenta quella parte del tessuto adiposo bianco (WAT) situata tra gli organi interni, differente quindi dal tessuto adiposo sottocutaneo.

## Definizione
Il tessuto adiposo viscerale (VAT) è quella parte del tessuto adiposo localizzata nello spazio tra gli organi interni come fegato, intestino e reni. Esso può essere suddiviso in ulteriori componenti:
- il grasso omentale e mesenterico formano il grasso intraperitoneale o portale;
- il grasso extraperitoneale.

Il tessuto adiposo viscerale sembra essere il tipo di grasso più pericoloso per la salute perché più connesso con il rischio cardiovascolare, l'insulinoresistenza, il diabete di tipo 2, varie complicanze metaboliche e l'arteriosclerosi. Sebbene dissociato dal grasso viscerale, anche il grasso sottocutaneo addominale è connesso con il grasso viscerale e alle patologie a esso connesse come l'insulinoresistenza. Sebbene il grasso viscerale sia il sito di accumulo lipidico maggiormente associato alle malattie metaboliche, di recente sono state segnalate anche delle correlazioni tra il grasso viscerale e il grasso epatico ed è stato osservato che un aumento del grasso epatico è associato alle stesse anomalie metaboliche legate a un aumento del grasso viscerale. Di conseguenza, il grasso sottocutaneo addominale e il grasso intraepatico sono entrambi connessi con le stesse problematiche legate al grasso viscerale.
Il VAT è più soggetto alla lipolisi, cioè al processo metabolico che prevede il catabolismo o la mobilizzazione dei grassi depositati, i trigliceridi, che vengono scissi in tre molecole di acidi grassi e una di glicerolo e immessi nel torrente sanguigno tramite la vena porta. Il VAT è sensibile all'azione delle catecolammine (adrenalina, noradrenalina), molecole associate al processo della lipolisi. Inoltre la noradrenalina sembra avere un effetto maggiormente lipolitico rispetto all'adrenalina. Il VAT è anche meno sensibile all'insulina, ormone che provoca la lipogenesi, il processo inverso, cioè il deposito o l'accumulo di grassi (ingrassamento). Le catecolammine sono prodotte in particolari condizioni come l'attività fisica, l'ipoglicemia, o l'esposizione al freddo. Non a caso la perdita di grasso indotta dall'esercizio fisico è maggiore nel tessuto adiposo viscerale e sottocutaneo a livello addominale (SCAT), rispetto ad altre aree come quella femorale. Per la precisione è stato riscontrato che i depositi di grasso viscerale hanno il maggiore tasso di turnover, i depositi di grasso sottocutaneo a livello addominale, posto più superficialmente rispetto a quello viscerale, hanno un tasso intermedio, mentre i depositi sottocutanei nella zona gluteo-femorale subiscono un ricambio relativamente più lento. Infatti anche le cellule adipose sottocutanee a livello addominale sono più sensibili all'effetto lipolitico delle catecolammine rispetto alle cellule adipose sottocutanee situate nella regione della coscia.
Quindi la lipolisi degli adipociti a livello omentale (a livello profondo) sono più sensibili alla stimolazione β-adrenergica se comparati agli adipociti sottocutanei addominali, mentre sono meno sensibili alla soppressione della lipolisi da parte dell'insulina in entrambi i sessi. Elevati livelli di insulina sopprimono la lipolisi per circa la metà nel tessuto adiposo viscerale rispetto alle regioni corporee inferiori.
Differenze regionali sono state ritrovante anche nella captazione di glucosio basale o indotta dall'insulina. La captazione di glucosio è maggiore nel grasso omentale rispetto a quello sottocutaneo per via di una maggiore distribuzione dei trasportatori di glucosio GLUT-4. Tuttavia, mentre gli adipociti viscerali sono resistenti all'effetto anti-lipolitico dell'insulina se comparati agli adipociti addominali sottocutanei, non sono state osservate differenze nella captazione di glucosio legate alla sensibilità insulinica. I risultati suggeriscono che l'azione dell'insulina può essere diversamente alterata a seconda delle zone di accumulo adiposo negli individui con obesità viscerale e sarebbero poco legati alle differenze regionali nelle dimensioni degli adipociti.
Negli uomini e donne sani, circa il 5-10% degli acidi grassi liberi (FFA) immessi nella vena porta originano dalla lipolisi del grasso viscerale. Esperimenti in vivo dimostrano che anche se la lipolisi del tessuto adiposo viscerale contribuisce di norma a rilasciare una ridotta proporzione degli FFA totali in circolo, il contributo dei depositi viscerali aumenta fino al 50% nel rilascio di FFA in caso di accumulo di grasso viscerale. Se è presente un eccesso di grasso viscerale e si tende a rilasciare grasso nel sangue costantemente, è più probabile l'insorgere il peggiorare dell'insulinoresistenza. Quindi il rilascio di acidi grassi durante la lipolisi è positivo se questi vengono utilizzati per il dispendio energetico, ma diventa un problema se peggiora l'insulinoresistenza. Dal momento che l'eccesso di grasso viscerale è positivamente correlato con un aumento della lipolisi e dell'insulinoresistenza, il rilascio di FFA da questo tessuto altamente sensibile viene incrementato in particolari condizioni. La lipolisi aumenta in proporzione all'accumulo di grasso viscerale, quindi per gli uomini e le donne con una predisposizione all'accumulo in questa area, questo tessuto contribuisce al rilascio di circa il 50% degli FFA nella vena porta. In base a queste conclusioni, il grasso viscerale è connesso con alti livelli di VLDL nel periodo post-prandiale nei soggetti insulinoresistenti. Di conseguenza l'aumento del flusso di FFA nella vena porta può contribuire ad alterare la funzione epatica.

### Fattori sessuali, ormonali ed enzimatici
In generale il grasso viscerale è più presente negli uomini che sono predisposti a una maggiore attività lipolitica di quella delle donne, quindi più FFA vengono rilasciati nel sangue portale dal grasso viscerale degli uomini. Le motivazioni di questa distribuzione adiposa sono da ritrovare nell'azione degli ormoni steroidei sessuali. Infatti si è notato che l'accumulo addominale è correlato all'attività degli ormoni sessuali (androgeni, estrogeni); il testosterone ha un'azione di riduzione del tessuto adiposo sottocutaneo e di incremento di quello viscerale, mentre gli estrogeni (estradiolo) creano un significativo incremento dei depositi sottocutanei con un minore, ma significativo, aumento concomitante dei depositi viscerali. Anche il cortisolo, ormone steroideo dello stress, è fortemente correlato con l'accumulo di grasso viscerale. Il cortisolo può mobilizzare i grassi da determinati depositi adiposi e ridepositarlo nei depositi viscerali. Le concentrazioni tissutali di cortisolo sono controllate da un enzima specifico che converte il cortisone inattivo in cortisolo. È stato dimostrato che il grasso viscerale umano presenta una maggiore concentrazione di questi enzimi se paragonato al grasso sottocutaneo. Quindi questa maggiore presenza enzimatica può portare all'obesità a causa di una maggiore quantità di cortisolo prodotta a livello di questo tessuto. Inoltre il grasso viscerale presenta anche un maggiore flusso ematico e 4 volte più recettori di cortisolo se comparato al grasso sottocutaneo. Questo può aumentare l'accumulo di grasso viscerale e l'aumento della dimensione degli adipociti. Esiste quindi una forte connessione tra stress e accumulo di grasso viscerale., Testosterone e cortisolo avrebbero un effetto sinergico nel favorire l'accumulo viscerale e le patologie metaboliche ad esso connesse (insulinoresistenza, sindrome metabolica, diabete mellito tipo 2 ecc). Questa alterazione sarebbe dovuta a un'iperfunzionalità dell'asse ipotalamo-ipofisi-surrenali, responsabile della secrezione dei due ormoni.
La lipoproteina lipasi (LPL) è l'enzima che, una volta attivato, è responsabile del deposito di trigliceridi nel tessuto adiposo. Le differenze specifiche dell'attività della LPL legate al sesso determinano la predisposizione all'accumulo lipidico in diverse zone degli uomini e delle donne. Anche in questo caso c'è una correlazione tra l'attività regionale della LPL e gli ormoni sessuali: il progesterone sembra aumentare l'attività della lipoproteina lipasi (LPL) nella regione femorale, che potrebbe essere inibita dal testosterone, mentre l'esposizione prolungata ai corticosteroidi (cortisolo) può aumentare l'attività del LPL nella regione femorale e ridurre la lipolisi del grasso addominale. Negli uomini, l'attività della LPL incrementa nel tessuto adiposo viscerale e in quello delle cosce e dell'addome. In generale, è stata osservata negli uomini una minore attività della LPL nel tessuto adiposo sottocutaneo rispetto al viscerale di quella osservata nelle donne. Negli uomini, l'attività della LPL è risultata essere maggiore nel tessuto adiposo viscerale rispetto a quello sottocutaneo. In relazione all'attività della LPL e all'accumulo di trigliceridi, è stato suggerito che il flusso ematico del tessuto adiposo nel periodo post-prandiale sia un fattore determinante nelle differenze legate al sesso e ai depositi nell'accumulo adiposo. Nelle donne, a differenza degli uomini, l'aumento del flusso ematico a seguito del pasto viene osservato nel tessuto adiposo delle regioni inferiori.
Nelle donne, il deposito di acidi grassi derivanti dal pasto aumenta in proporzione ai depositi adiposi sottocutanei nelle regioni inferiori, mentre non viene registrata la captazione di lipidi nel tessuto adiposo sottocutaneo a livello addominale. Al contrario, nell'uomo la capacità di captazione degli acidi grassi da parte del tessuto adiposo sottocutaneo addominale è maggiore di quella dei depositi a livello femorale. Inoltre una significativa quantità di acidi grassi vengono depositati nel tessuto adiposo viscerale nell'uomo nel periodo post-prandiale. Delle misure indirette rivelano che la captazione di lipidi da parte del tessuto adiposo viscerale contribuiscono a rimuovere gli acidi grassi negli uomini  più significativamente che nelle donne. Inoltre gli uomini presentano livelli di grasso viscerale doppi di quelle delle donne con simili valori di adiposità.
Questa differenza può contribuire alla manifestazione di patologie cardiovascolari più facilmente negli uomini che nelle donne. Nelle donne durante la menopausa, l'aumento dell'accumulo di lipidi e l'allargamento degli adipociti nel tessuto adiposo viscerale è associato ad una maggiore attività lipolitica. Anche l'aumento proporzionale del rilascio di FFA nel circolo portale può contribuire al rischio cardio-metabolico nelle donne post-menopausali.
Studi sulla morfologia degli adipociti suggeriscono che le dimensioni degli adipociti siano un importante fattore determinante sulle differenze nel metabolismo lipidico collegato al sesso e alle regioni di deposito. Il metabolismo degli adipociti nell'uomo favorisce un maggiore accumulo lipidico nelle regioni viscerali. Inoltre la proporzione nel rilascio di FFA derivanti dai depositi viscerali aumenta con l'obesità viscerale (o androide) mediante un aumento delle dimensioni degli adipociti (ipertrofia) così come un aumento della risposta lipolitica a stimoli lipolitici e una ridotta inibizione dell'insulina verso il grasso viscerale.

### Costituzione androide
I soggetti che presentano una predisposizione all'accumulo di grasso viscerale sono denominati di tipo androide, tipica maschile, mentre quelli che presentano un maggiore accumulo nel tessuto adiposo sottocutaneo nelle zone inferiori (gluteo-femorale) sono detti di tipo ginoide, tipicamente femminile. Anche se esistono delle differenze legate al sesso, entrambi i sessi possono presentare un'appartenenza a uno dei due tipi costituzionali, il che influisce sui siti di accumulo adiposo. Quindi, sebbene le donne siano tendenzialmente più predisposte all'accumulo di grasso sottocutaneo nelle zone inferiori (tipo ginoide), alcune donne rivelano invece l'appartenenza alla costituzione tipicamente androide, connessa con l'accumulo adiposo addominale e viscerale. Queste differenze costituzionali si presentano anche negli uomini. Le donne appartenenti alla costituzione androide presentano adipociti di dimensioni significativamente maggiori di quelli delle donne di costituzione ginoide come gli uomini. Uomini e donne appartenenti alla costituzione androide sono quindi più soggetti a ipertrofia degli adipociti.

### Percentuale di grasso per maschi e femmine
Uomo (70 Kg)
- Grasso totale: 10,5 Kg; 15%
- Essenziale: 2,1 Kg; 3%
- Depositi: 8,3 Kg; 12%
- Sottocutaneo: 3,1 kg ; 4%
- Intermuscolare: 3,3 Kg; 5%
- Intramuscolare: 0,8 Kg; 1%
- Viscerale: 1 Kg; 1%

Donna (56,8 Kg)
- Grasso totale: 15,3 Kg; 27%
- Essenziale: 4,9-6,8 Kg, 9-12%
- Depositi: 8,5-10,4 Kg; 15-18%
- Sottocutaneo: 5,1 Kg; 9%
- Intermuscolare: 3,5 Kg; 6%
- Intramuscolare: 0,6 Kg; 1%
- Viscerale: 1,2 Kg; 2%